# محمد بن بريك

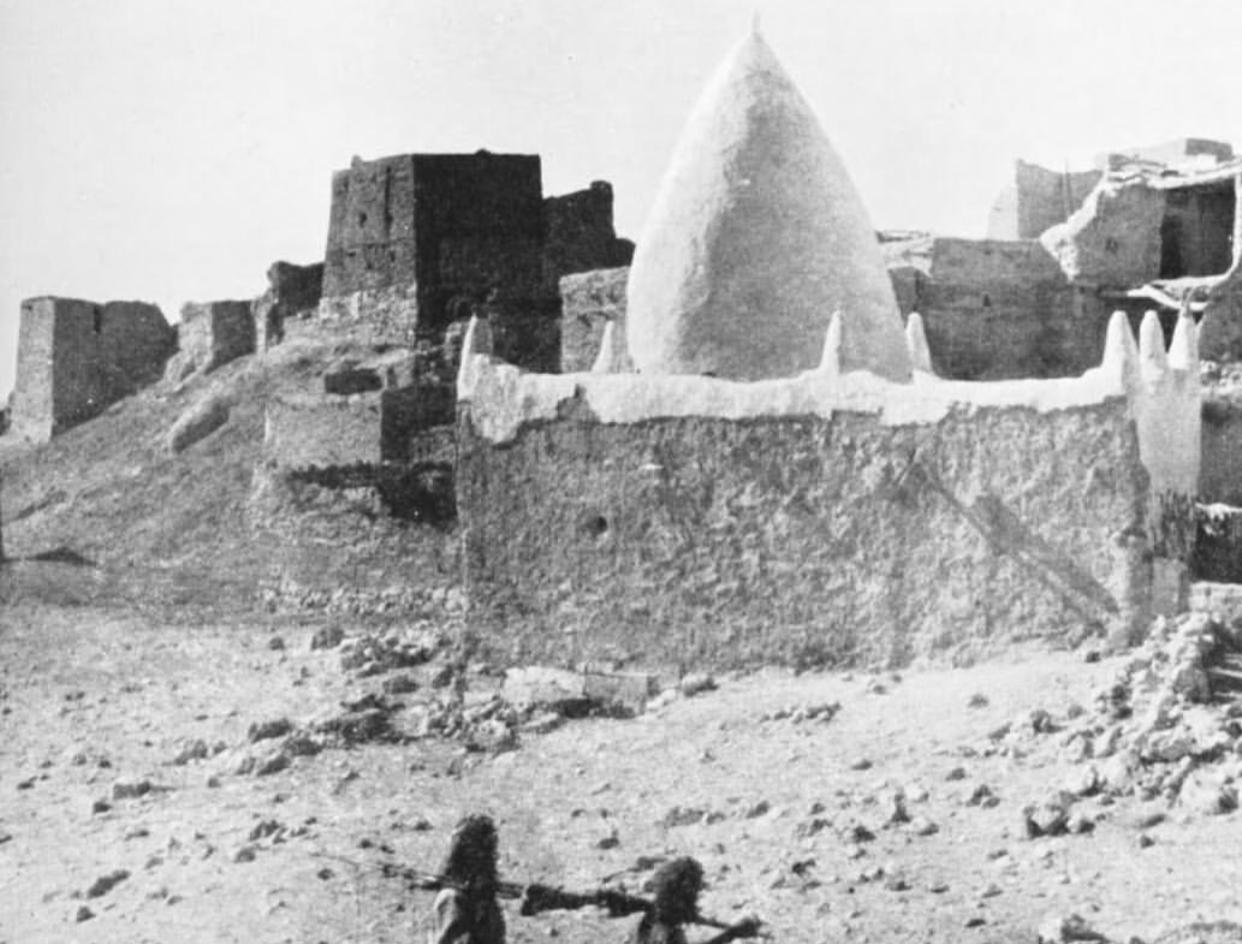
صورة لضريح الشيخ محمد بن بريك في شبوة

محمد بن بريك عاش في شبوة القديمة، كان شيخ دين وناشر للدعوة، ولا زال ضريحة في شبوة القديمة قائماً حتى اليوم، وكان مزاراً للناس في القرون المنصرمة، وهو جدّ قبيلة آل بريك العريقة التي تنتشر في جنوب الجزيرة العربية، توفي في شبوة القديمة، وترك خلفه ثلاثة أبناء.

## نسبه
ينتسب الشيخ محمد بن بريك إلى جده الأعلى بريك بن زرعة بن قيس بن عفير بن زرعة بن سيف بن ذي يزن.

## موطنه

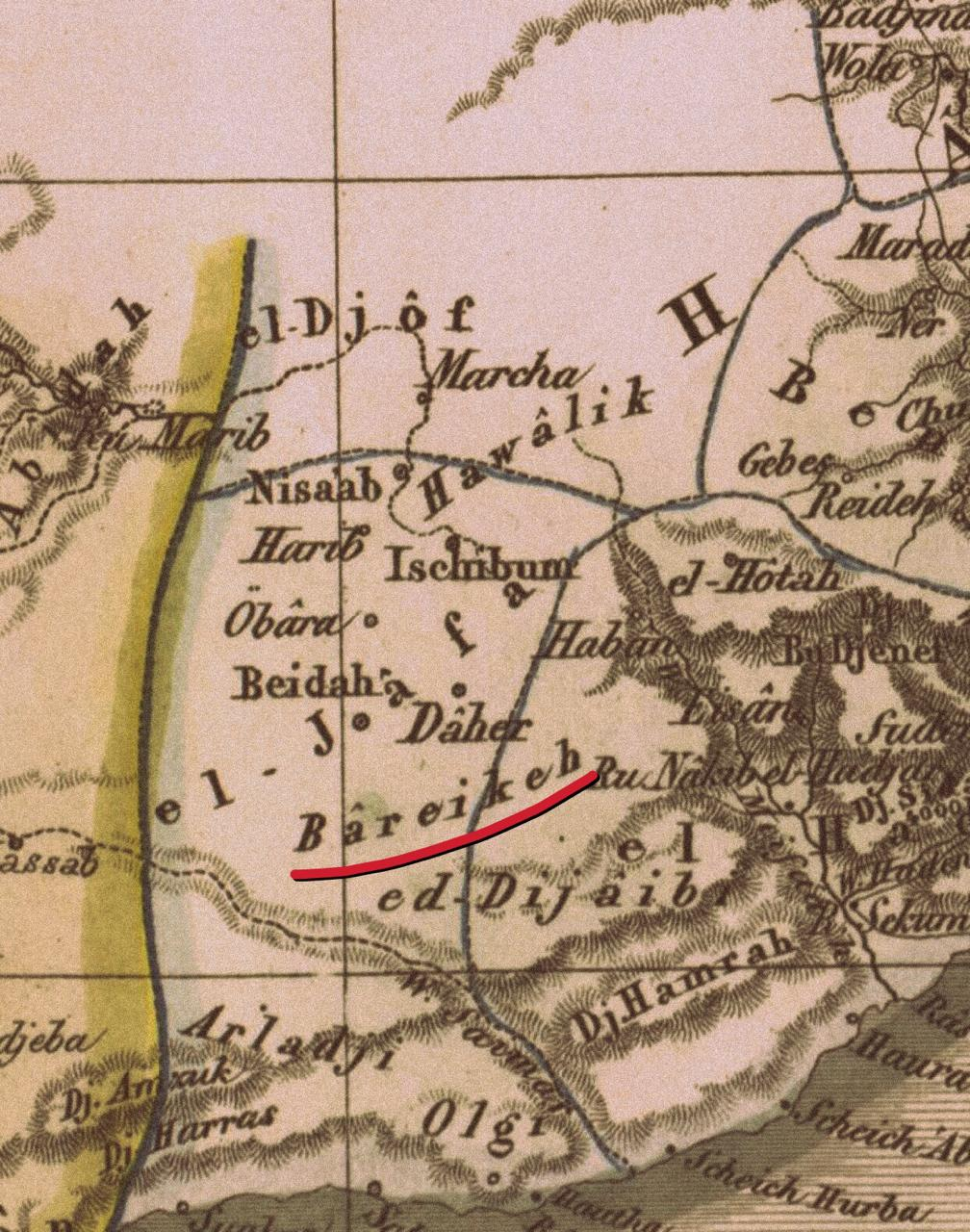
خريطة قديمة تحدّد موطن ذرية الشيخ محمد بن بريك (قبيلة آل بريك) في شبوة، تعود الخريطة للجغرافي كارل ريتر رسمها عام 1852م

يقع موطن الشيخ محمد بن بريك في  شبوة التاريخية عاصمة مملكة حضرموت، ويعتبر محمد بن بريك وذرّيته من ورثة هذه الممالك التي أستقر حكمها في هذه المدينة.

## حُكمه لشبوة التاريخية

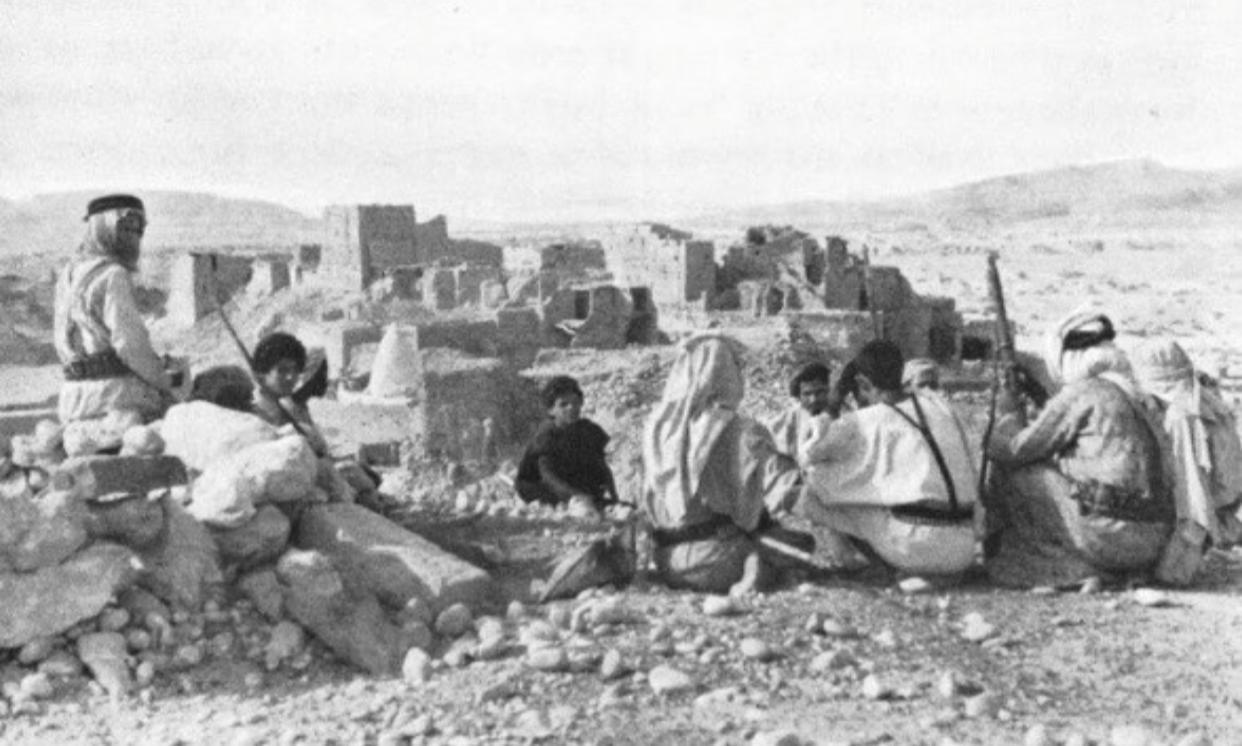
صورة لشبوة القديمة

أسس محمد بن بريك نظام حكم في  شبوة التاريخية ولا زالت ذريته الذين يشكلون اليوم أكثر من عشرون عشيرة يتبعون نهجه.
"وقد قاموا آل بريك بأدوار على مرّ الأجيال في حماية الأماكن المقدسة في جنوب الجزيرة العربية وبالأخص في المدينة التي تسمى المدينة المخفيه «شبوة»، التي ظلت أثارها صامده في الرمال، كانوا آل بريك أحد أبرز القبائل التي حكمت شبوة عندما كانت عامرة بالتجارة وتُسيّر القوافل عبر الرمال في الأيام التي كانت تعج المدينة بقرابة ال4000 عائلة، وأسم آل بريك جذوره ماخوذة من كلمة الأحترام، وكالعديد من القبائل البدوية في الجنوب العربي، انعزلوا عن حياة  المدينة وعاشوا في الخيام واهتموا بالإبل".